# Puyrolland
Puyrolland é uma comuna francesa na região administrativa da Nova Aquitânia, no departamento de Charente-Maritime. Estende-se por uma área de 12,98 km². Em 2010 a comuna tinha 204 habitantes (densidade: 15,7 hab./km²).